# Вільховецько-Лазівська сільська рада
| Вільховецько-Лазівська сільська рада — колишній орган місцевого самоврядування у Тячівському районі Закарпатської області з адміністративним центром у с. Вільхівці-Лази. Сільській раді були підпорядковані населені пункти: - с. Вільхівці-Лази - с. Ракове |

## Склад ради
Рада складалася з 26 депутатів та голови.

## Керівний склад сільської ради
| ПІБ                       | Основні відомості                                                                 | Дата обрання | Дата звільнення |
| ------------------------- | --------------------------------------------------------------------------------- | ------------ | --------------- |
| Цірик Василь Михайлович   | Сільський голова, 1956 року народження, освіта, член Партії Регіонів              | 26.03.2006   | 31.10.2010      |
| Дем'янчук Василь Юрійович | Сільський голова, 1966 року народження, освіта вища, член партії «Народний Фронт» | 31.10.2010   |                 |

Примітка: таблиця складена за даними джерела